# Liste der Kulturdenkmäler in Elbenrod
Die folgende Liste enthält die in der Denkmaltopographie ausgewiesenen Kulturdenkmäler auf dem Gebiet des Ortsteils Elbenrod der  Stadt Alsfeld, Vogelsbergkreis, Hessen.
Hinweis: Die Reihenfolge der Denkmäler in dieser Liste orientiert sich an der Anschrift, alternativ ist sie auch nach der Bezeichnung, der vom Landesamt für Denkmalpflege vergebenen Nummer oder der Bauzeit sortierbar.
Kulturdenkmäler werden fortlaufend im Denkmalverzeichnis des Landes Hessen durch das Landesamt für Denkmalpflege Hessen auf Basis des Hessischen Denkmalschutzgesetzes (HDSchG) geführt. Die Schutzwürdigkeit eines Kulturdenkmals hängt nicht von der Eintragung in das Denkmalverzeichnis des Landes Hessen oder der Veröffentlichung in der Denkmaltopographie ab.

| Bild                  | Bezeichnung           | Lage                                                                          | Beschreibung | Bauzeit | Objekt-Nr. |
| --------------------- | --------------------- | ----------------------------------------------------------------------------- | ------------ | ------- | ---------- |
| Gesamtanlage Elbenrod | Gesamtanlage Elbenrod | Gesamtanlage Lage                                                             |              |         | 12446 DDB  |
| weitere Bilder        | Dorfkirche            | An der Leit 1, Ottrauer Weg 6, An der Leit LageFlur: 1, Flurstück: 86, 87, 88 |              |         | 12447 DDB  |
| Ehemalige Schule      | Ehemalige Schule      | An der Leit 2 LageFlur: 1, Flurstück: 59/1                                    |              |         | 12456 DDB  |
| weitere Bilder        | Hofanlage             | Berfaer Straße 5 LageFlur: 1, Flurstück: 1/1                                  |              |         | 13320 DDB  |
| Bild gesucht BW       | Streckhof             | Berfaer Straße 18 LageFlur: 1, Flurstück: 52/3                                |              |         | 12635 DDB  |
| Einhaus               | Einhaus               | Berfaer Straße 20 LageFlur: 1, Flurstück: 48/2                                |              |         | 12449 DDB  |
| Hofanlage             | Hofanlage             | Berfaer Straße 21 LageFlur: 1, Flurstück: 16/1                                |              |         | 12450 DDB  |
| Hofanlage             | Hofanlage             | Berfaer Straße 25 LageFlur: 1, Flurstück: 21                                  |              |         | 12451 DDB  |
| Hofanlage             | Hofanlage             | Berfaer Straße 27 LageFlur: 1, Flurstück: 25/3                                |              |         | 12452 DDB  |
| Fachwerkwohnhaus      | Fachwerkwohnhaus      | Berfaer Straße 29 LageFlur: 1, Flurstück: 29/1                                |              |         | 12453 DDB  |
| Fachwerkhäuser        | Fachwerkhäuser        | Berfaer Straße 37/39 LageFlur: 1, Flurstück: 37/1, 38/1                       |              |         | 12636 DDB  |
| Fachwerkwohnhaus      | Fachwerkwohnhaus      | Berfaer Straße 41 LageFlur: 1, Flurstück: 40                                  |              |         | 12455 DDB  |
| Hofanlage             | Hofanlage             | Ottrauer Weg 5 LageFlur: 1, Flurstück: 58/1                                   |              |         | 12457 DDB  |